# Chiesa di San Floriano (Rivamonte Agordino)
La chiesa di San Floriano è la parrocchiale di Rivamonte Agordino, in provincia di Belluno e diocesi di Belluno-Feltre; fa parte del convergenza foraniale di Agordo-Livinallongo.

## Storia
La primitiva chiesa di Rivamonte, dedicata ai santi Floriano e Sisto e sede di una curazia dipendente dalla pieve di Agordo, era già esistente nel XV secolo e serviva anche ai fedeli dell'abitato di Tiser. 
Accanto a questa nel 1653 sorse una cappella dedicata a sant'Antonio abate, caratterizzata dell'abside rivolta a mezzogiorno e da due finestre quadrate in facciata e da cinque semicircolari sui fianchi.
Nel XIX secolo, in seguito all'aumento della popolazione del paese, le due chiese si rivelarono insufficienti a soddisfarne le esigenze e così nel 1866 don Giovanni Battista Moretti le fece demolire per far spazio a quella nuova di maggiori dimensioni, progettata da Giuseppe Segusini e aperta al culto il 13 ottobre 1872, anche se poté dirsi del tutto completata solo verso il 1886.
Nel 1903 Magno Magni, amministratore delle miniere dal 1893 e poi proprietario di esse dal 1899, che si distingueva anche come mecenate e benefattore, commissionò la pala d'altare di santa Barbara all'amico Achille Beltrame.
Durante la prima guerra mondiale l'edificio subì alcuni danni, come la rimozione del tetto; nel 1922 nel campanile vennero installate le nuove campane in sostituzione di quelle asportate durante il conflitto e nel 1926 fu rifatto il prospetto principale.
Nel 1972 la chiesa venne restaurata e il 16 luglio di quell'anno fu consacrata ed eretta a parrocchiale dal vescovo di Feltre e Belluno Gioacchino Muccin; la struttura venne interessata da ulteriori interventi di ristrutturazione tra gli anni novanta e i primi anni duemila.

## Descrizione

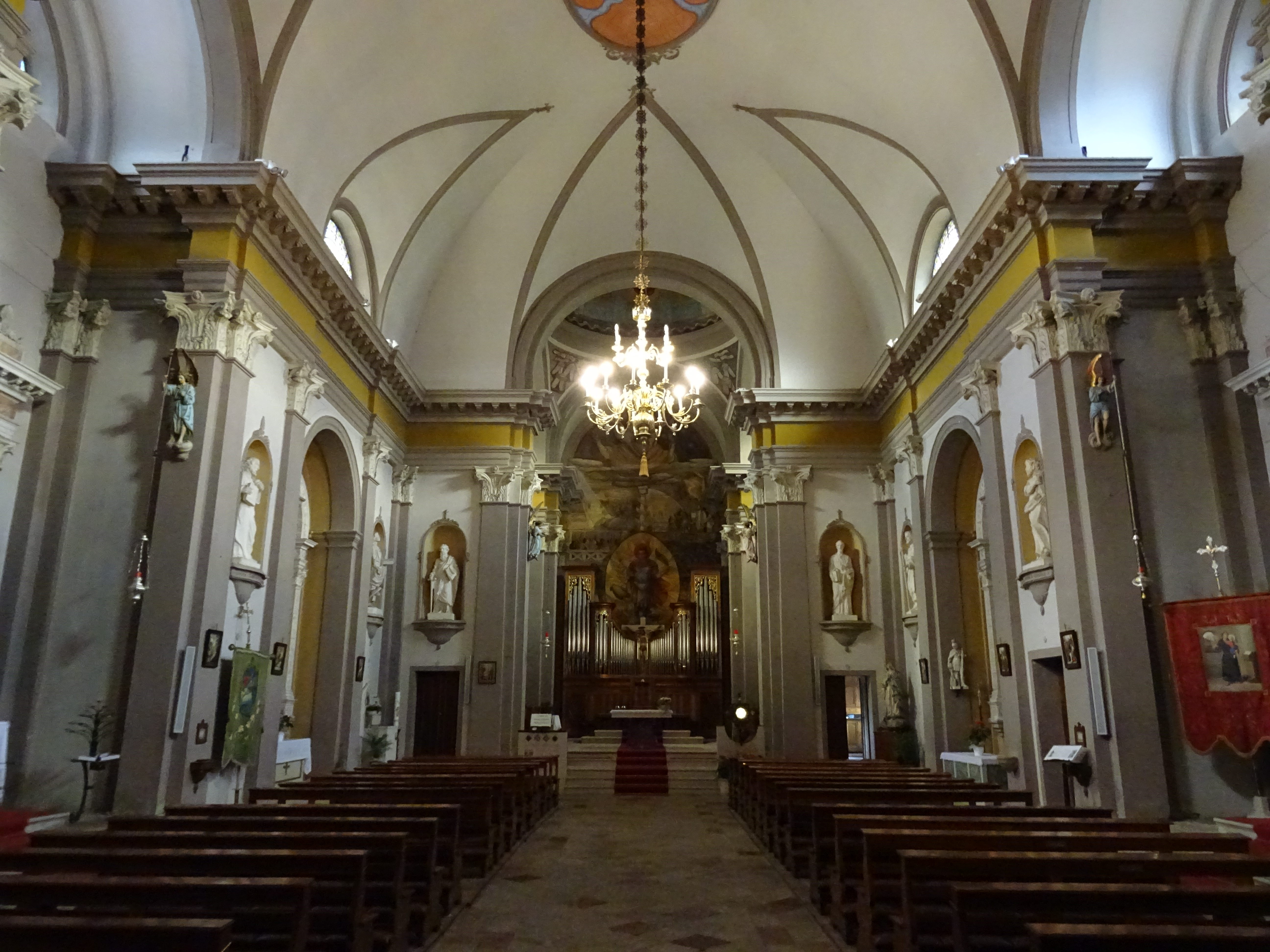
Interno

### Esterno
La facciata della chiesa, che volge a sudovest, presenta al centro un corpo aggettante, tripartito da quattro lesene corinzie e caratterizzato dal portale d'ingresso, e ai lati due ulteriori lesene sorreggenti il fregio composto da metope lisce e da triglifi, sopra cui s'imposta il timpano triangolare, ai lati del quale s'elevano due pinnacoletti.
Annesso alla parrocchiale è il campanile a base quadrata, la cui cella presenta una monofora per lato ed è coperta dal tetto a falde.

### Interno
All'interno dell'edificio, composto da un'unica navata, vi sono diverse opere di pregio, tra cui le statue dei dodici apostoli, collocate in altrettante nicchie, la tela raffigurante la Santissima Trinità assieme ai Santi Floriano e Sisto, dipinta da Tomaso Da Rin, e la statua lignea con soggetto Sant'Antonio, intagliata da Andrea Brustolon.